# Giorgio d'Assia

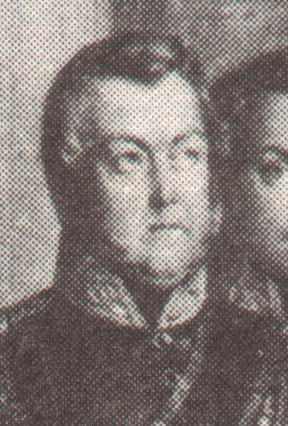
Giorgio d'Assia

Luigi Giorgio Carlo Federico d'Assia (Darmstadt, 31 agosto 1780 – Darmstadt, 17 aprile 1856) fu un principe generale e politico del Granducato d'Assia.

## Biografia
Era figlio del Granduca Luigi I d'Assia e Luisa d'Assia-Darmstadt.
Intraprese la carriera militare divenendo Generale della fanteria del Granducato. Era secondo nella linea di successione dopo suo fratello maggiore Luigi ma il 29 gennaio 1804 a Potritsan decise di sposare la borghese Karoline Ottilie, figlia di András Török de Szendrő. Il matrimonio morganatico fece acquisire a Karoline il titolo di baronessa di Menden ma Giorgio perse i suoi diritti al trono.
Nel 1821 la coppia venne elevata a rango di principi, con il grado immediatamente dopo i membri della casa granducale.
Dopo la promulgazione della Costituzione voluta da suo padre nel 1820 che conferiva tra l'altro maggiori libertà di culto agli ebrei e cattolici presenti nello stato, Giorgio divenne membro del Parlamento d'Assia ricoprendo il ruolo dal 1821 al 1849. Il parlamento era bicamerale e Giorgio fece parte della prima sezione che era formata dalla nobiltà e dagli alti funzionari dello stato. La seconda camera era invece formata da deputati eletti.
Tra i compiti principali che Giorgio e gli altri parlamentari dovettero affrontare fu l'emanazione di un codice civile, che dopo tre anni di disaccordi tra le camere vide finalmente la luce nel 1847.
Dalla moglie, da cui divorziò nel 1827, ebbe una sola figlia:
- Luisa Carlotta Giorgina Guglielmina (Lampenheim, 11 novembre 1804-Firenze, 30 gennaio 1833) che sposò l'11 agosto 1829 Luca di Borbone, Marchese del Monte Santa Maria.

Dalla relazione con la contessa Adelaide Resty ebbe un'altra figlia:
- Anna (1803-1856), che sposò nel 1821 Michele Antonini.

## Ascendenza
|                                                        |                              |                                                                       | Genitori                                           |  |  | Nonni |  |  | Bisnonni                     |  |  | Trisnonni                       |  |
|                                                        |                              |                                                                       |                                                    |  |  |       |  |  | Luigi VIII d'Assia-Darmstadt |  |  | Ernesto Luigi d'Assia-Darmstadt |  |
|                                                        |                              |                                                                       |                                                    |  |  |       |  |  | Luigi VIII d'Assia-Darmstadt |  |  | Ernesto Luigi d'Assia-Darmstadt |  |
|                                                        |                              | Dorotea Carlotta di Brandeburgo-Ansbach                               |                                                    |  |  |       |  |  | Luigi VIII d'Assia-Darmstadt |  |  |                                 |  |
| Luigi IX d'Assia-Darmstadt                             |                              |                                                                       |                                                    |  |  |       |  |  | Luigi VIII d'Assia-Darmstadt |  |  |                                 |  |
|                                                        |                              | Carlotta di Hanau-Lichtenberg                                         | Giovanni Reinardo III di Hanau-Lichtenberg         |  |  |       |  |  |                              |  |  |                                 |  |
|                                                        |                              | Carlotta di Hanau-Lichtenberg                                         | Giovanni Reinardo III di Hanau-Lichtenberg         |  |  |       |  |  |                              |  |  |                                 |  |
|                                                        |                              | Carlotta di Hanau-Lichtenberg                                         | Dorotea Federica di Brandeburgo-Ansbach            |  |  |       |  |  |                              |  |  |                                 |  |
| Luigi I d'Assia                                        |                              | Carlotta di Hanau-Lichtenberg                                         |                                                    |  |  |       |  |  |                              |  |  |                                 |  |
|                                                        |                              | Cristiano III del Palatinato-Zweibrücken                              | Cristiano II del Palatinato-Zweibrücken-Birkenfeld |  |  |       |  |  |                              |  |  |                                 |  |
|                                                        |                              | Cristiano III del Palatinato-Zweibrücken                              | Cristiano II del Palatinato-Zweibrücken-Birkenfeld |  |  |       |  |  |                              |  |  |                                 |  |
|                                                        |                              | Cristiano III del Palatinato-Zweibrücken                              | Caterina Agata di Rappoltstein                     |  |  |       |  |  |                              |  |  |                                 |  |
| Carolina del Palatinato-Zweibrücken-Birkenfeld         |                              | Cristiano III del Palatinato-Zweibrücken                              |                                                    |  |  |       |  |  |                              |  |  |                                 |  |
|                                                        |                              | Carolina di Nassau-Saarbrücken                                        | Luigi Crato di Nassau-Saarbrücken                  |  |  |       |  |  |                              |  |  |                                 |  |
|                                                        |                              | Carolina di Nassau-Saarbrücken                                        | Luigi Crato di Nassau-Saarbrücken                  |  |  |       |  |  |                              |  |  |                                 |  |
|                                                        |                              | Carolina di Nassau-Saarbrücken                                        | Filippa Enrichetta di Hohenlohe-Langenburg         |  |  |       |  |  |                              |  |  |                                 |  |
| Giorgio d'Assia                                        |                              | Carolina di Nassau-Saarbrücken                                        |                                                    |  |  |       |  |  |                              |  |  |                                 |  |
|                                                        | Luigi VIII d'Assia-Darmstadt | Ernesto Luigi d'Assia-Darmstadt                                       |                                                    |  |  |       |  |  |                              |  |  |                                 |  |
|                                                        | Luigi VIII d'Assia-Darmstadt | Ernesto Luigi d'Assia-Darmstadt                                       |                                                    |  |  |       |  |  |                              |  |  |                                 |  |
|                                                        | Luigi VIII d'Assia-Darmstadt | Dorotea Carlotta di Brandeburgo-Ansbach                               |                                                    |  |  |       |  |  |                              |  |  |                                 |  |
| Giorgio Guglielmo d'Assia-Darmstadt                    | Luigi VIII d'Assia-Darmstadt |                                                                       |                                                    |  |  |       |  |  |                              |  |  |                                 |  |
|                                                        |                              | Carlotta di Hanau-Lichtenberg                                         | Giovanni Reinardo III di Hanau-Lichtenberg         |  |  |       |  |  |                              |  |  |                                 |  |
|                                                        |                              | Carlotta di Hanau-Lichtenberg                                         | Giovanni Reinardo III di Hanau-Lichtenberg         |  |  |       |  |  |                              |  |  |                                 |  |
|                                                        |                              | Carlotta di Hanau-Lichtenberg                                         | Dorotea Federica di Brandeburgo-Ansbach            |  |  |       |  |  |                              |  |  |                                 |  |
| Luisa d'Assia-Darmstadt                                |                              | Carlotta di Hanau-Lichtenberg                                         |                                                    |  |  |       |  |  |                              |  |  |                                 |  |
|                                                        |                              | Cristiano Carlo Reinardo di Leiningen-Dachsburg-Falkenburg-Heidesheim | Giovanni di Leiningen-Dagsburg-Falkenburg          |  |  |       |  |  |                              |  |  |                                 |  |
|                                                        |                              | Cristiano Carlo Reinardo di Leiningen-Dachsburg-Falkenburg-Heidesheim | Giovanni di Leiningen-Dagsburg-Falkenburg          |  |  |       |  |  |                              |  |  |                                 |  |
|                                                        |                              | Cristiano Carlo Reinardo di Leiningen-Dachsburg-Falkenburg-Heidesheim | Giovanna Maddalena di Hanau-Lichtenberg            |  |  |       |  |  |                              |  |  |                                 |  |
| Maria Luisa Albertina di Leiningen-Dagsburg-Falkenburg |                              | Cristiano Carlo Reinardo di Leiningen-Dachsburg-Falkenburg-Heidesheim |                                                    |  |  |       |  |  |                              |  |  |                                 |  |
|                                                        |                              | Caterina Polissena di Solms-Rödelheim                                 | Luigi di Solms-Rödelheim                           |  |  |       |  |  |                              |  |  |                                 |  |
|                                                        |                              | Caterina Polissena di Solms-Rödelheim                                 | Luigi di Solms-Rödelheim                           |  |  |       |  |  |                              |  |  |                                 |  |
|                                                        |                              | Caterina Polissena di Solms-Rödelheim                                 | Carlotta Sibilla di Ahlefeldt                      |  |  |       |  |  |                              |  |  |                                 |  |
|                                                        |                              | Caterina Polissena di Solms-Rödelheim                                 |                                                    |  |  |       |  |  |                              |  |  |                                 |  |